# Mixed Bag
| Recensione              | Giudizio |
| ----------------------- | -------- |
| AllMusic                |          |
| Dizionario del Pop-Rock |          |
| 24.000 dischi           |          |

Mixed Bag è il primo album del cantautore statunitense Richie Havens, pubblicato dalla casa discografica Verve Folkways Records nel dicembre del 1966.

## Il disco
Il disco rappresenta l'esordio del cantautore di Brooklyn presso una grande etichetta discografica, in questo caso la Verve Records, che proprio in quel periodo aveva inaugurato una sezione appositamente dedicata al folk, chiamata appunto Verve Folkways.
L'album, contraddistinto da una forte impronta jazz, consta di undici brani, dove a risaltare particolarmente è la voce profonda di Havens, a scapito del suo uso ritmico della chitarra folk, caratteristica che lo renderà noto come energico performer live.
Pezzi importanti di questo album sono High Flyin' Bird (eseguita anche dai Jefferson Airplane e Gram Parsons), Handsome Johnny (scritta insieme al futuro Premio Oscar Louis Gossett Jr. e brano d'apertura del Festival di Woodstock) e due cover, Just like a woman di Bob Dylan e Eleanor Rigby dei Beatles.

## Tracce

### LP
Lato A (MGS 230)
1. High Flyin' Bird – 3:34 (Billy Ed Wheeler) – Registrato il 20 settembre 1966 a New York
2. I Can't Make It Anymore – 2:47 (Gordon Lightfoot) – Registrato il 7 luglio 1966 a New York
3. Morning, Morning – 2:17 (Tuli Kupferberg) – Registrato il 7 luglio 1966 a New York
4. Adam – 3:34 (Richard Havens) – Registrato il 12 settembre 1966 a New York
5. Follow – 6:20 (Jerry Merrick) – Registrato il 12 settembre 1966 a New York

Lato B (MGS 231)
1. Three Day Eternity – 2:14 (Richie Havens) – Registrato il 20 settembre 1966 a New York
2. Sandy – 3:10 (Jean Pierre Cousineau) – Registrato il 20 settembre 1966 a New York
3. Handsome Johnny – 3:52 (Lou Gossett, Richie Havens) – Registrato il 20 settembre 1966 a New York
4. San Francisco Bay Blues – 2:30 (Jesse Fuller) – Registrato il 12 settembre 1966 a New York
5. Just Like a Woman – 4:45 (Bob Dylan) – Registrato il 12 settembre 1966 a New York
6. Eleanor Rigby – 2:39 (John Lennon, Paul McCartney) – Registrato il 12 settembre 1966 a New York

## Musicisti
- Richie Havens – voce, chitarra (non accreditato nelle note di copertina), note retrocopertina album
- Howard Collins – seconda chitarra (eccetto brani: "I Can't Make It Anymore" e "Morning, Morning")
- Paul Harris – pianoforte, organo, pianoforte elettrico (eccetto brani: "I Can't Make It Anymore" e "Morning, Morning")
- Harvey Brooks – basso (eccetto brani: "I Can't Make It Anymore" e "Morning, Morning")
- Bill LaVorgna – batteria (eccetto brani: "I Can't Make It Anymore" e "Morning, Morning")
- Joe Price – tabla (solo nel brano: "Adam")
- Paul Williams – chitarra acustica amplificata (solo nel brano: "Follow")
- Bruce Langhorne – arrangiamento (brano: "I Can't Make It Anymore")
- Felix Pappalardi – arrangiamento (brano: "Morning, Morning")

Note aggiuntive
- John Court – produttore (per la "Groscourt Productions Inc.)
- Jerry Schoenbaum – supervisore della produzione, note retrocopertina album
- Barry Feinstein – foto copertina album
- Val Valentin – direttore delle registrazioni [6]

## Classifica
Album
| Anno | Classifica        | Posizione raggiunta |
| ---- | ----------------- | ------------------- |
| 1968 | Billboard Top LPs | 182                 |